# VM i ishockey 1935
VM i ishockey 1935 var det 9. VM i ishockey, arrangeret af IIHF, og det gjaldt samtidig som det 20. EM i ishockey. Turneringen blev spillet 19. – 27. januar 1935 i Davos i Schweiz.
Med 15 deltagende hold, det hidtil højeste antal ved et VM, måtte VM-formatet ændres en smule i forhold til tidligere år. De 15 hold blev inddelt i fire grupper, hvorfra de to bedste i hver gruppe gik videre til mellemrunden, mens resten af holdene måtte tage til takke med at spille om 9.-15.pladsen. I mellemrunden blev der spillet i to nye grupper a fire hold, hvorfra de to bedste i hver gruppe gik videre til finalerunden, der blev afviklet som et gruppespil mellem de fire hold.
Canada vandt endnu en gang verdensmesterskabet. Det var canadiernes 8. VM-titel af ni mulige. Schweiz udnyttede hjemmebanefordelen til at vinde sølvmedaljerne, og dermed også EM-titlen som bedste europæiske hold.

## Indledende runde
De to bedste hold fra hver gruppe gik videre til mellemrunden. Resten af holdene gik videre til placeringsrunde om 9.-15.pladsen.
| Dato  | Kamp              | Res. | Perioder      |
| ----- | ----------------- | ---- | ------------- |
| 19.1. | Ungarn - Holland  | 6-0  | 3-0, 3-0, 0-0 |
| 19.1. | Schweiz - Sverige | 6-1  | 4-0, 1-1, 1-0 |
| 20.1. | Sverige - Holland | 6-0  | 1-0, 4-0, 1-0 |
| 20.1. | Schweiz - Ungarn  | 1-1  | 0-0, 0-0, 1-1 |
| 21.1. | Sverige - Ungarn  | 3-0  | 1-0, 1-0, 1-0 |
| 21.1. | Schweiz - Holland | 4-0  | 2-0, 0-0, 2-0 |

| Gruppe A | Kampe | Mål  | Point |
| -------- | ----- | ---- | ----- |
| Schweiz  | 3     | 11-2 | 5     |
| Sverige  | 3     | 10-6 | 4     |
| Ungarn   | 3     | 7-4  | 3     |
| Holland  | 3     | 0-16 | 0     |

| Dato  | Kamp                | Res. | Perioder      |
| ----- | ------------------- | ---- | ------------- |
| 19.1. | Frankrig - Polen    | 3-2  | 2-1, 0-0, 1-1 |
| 19.1. | Italien - Tyskland  | 2-0  | 0-0, 1-0, 1-0 |
| 20.1. | Frankrig - Italien  | 1-1  | 0-0, 0-1, 1-0 |
| 20.1. | Polen - Tyskland    | 3-1  | 1-0, 2-1, 0-0 |
| 21.1. | Italien - Polen     | 1-1  | 0-0, 1-1, 0-0 |
| 21.1. | Frankrig - Tyskland | 2-1  | 0-0, 0-1, 2-0 |

| Gruppe B | Kampe | Mål | Point |
| -------- | ----- | --- | ----- |
| Frankrig | 3     | 6-4 | 5     |
| Italien  | 3     | 4-2 | 4     |
| Polen    | 3     | 6-5 | 3     |
| Tyskland | 3     | 2-7 | 0     |

| Dato  | Kamp                       | Res. | Perioder      |
| ----- | -------------------------- | ---- | ------------- |
| 19.1. | Rumænien - Belgien         | 2-1  | 1-0, 0-0, 1-1 |
| 19.1. | Tjekkoslovakiet - Østrig   | 2-1  | 0-0, 1-1, 1-0 |
| 20.1. | Østrig - Belgien           | 6-1  | 0-0, 2-1, 4-0 |
| 20.1. | Tjekkoslovakiet - Rumænien | 4-2  | 2-1, 0-1, 2-0 |
| 21.1. | Østrig - Rumænien          | 2-1  | 2-0, 0-0, 0-1 |
| 21.1. | Tjekkoslovakiet - Belgien  | 22-0 | 7-0, 7-0, 8-0 |

| Gruppe C        | Kampe | Mål  | Point |
| --------------- | ----- | ---- | ----- |
| Tjekkoslovakiet | 3     | 28-3 | 6     |
| Østrig          | 3     | 9-4  | 4     |
| Rumænien        | 3     | 5-7  | 2     |
| Belgien         | 3     | 2-30 | 0     |

| Dato  | Kamp                     | Res. | Perioder      |
| ----- | ------------------------ | ---- | ------------- |
| 19.1. | Canada - Storbritannien  | 4-2  | 0-1, 2-0, 2-1 |
| 20.1. | Canada - Letland         | 14-0 | 3-0, 7-0, 4-0 |
| 21.1. | Storbritannien - Letland | 5-1  | 1-0, 2-1, 2-0 |

| Gruppe D       | Kampe | Mål  | Point |
| -------------- | ----- | ---- | ----- |
| Canada         | 2     | 18-2 | 4     |
| Storbritannien | 2     | 7-5  | 2     |
| Letland        | 2     | 1-19 | 0     |

## Placeringsrunde (9.-15.pladsen)
De syv hold, som ikke gik videre til mellemrunden, spillede om 9.-15.pladsen. De syv hold blev inddelt i to grupper, hvorfra vinderne gik videre til kampen om 9.pladsen, mens resten af holdene blev rangeret efter deres placering i gruppekampene.
| Dato  | Kamp             | Res. | Perioder      |
| ----- | ---------------- | ---- | ------------- |
| 23.1. | Polen - Belgien  | 12-2 | 5-1, 4-1, 3-0 |
| 24.1. | Ungarn - Belgien | 6-1  | 2-0, 2-1, 2-0 |
| 25.1. | Polen - Ungarn   | 1-1  | 0-0, 1-0, 0-1 |

| Gruppe A | Kampe | Mål  | Point |
| -------- | ----- | ---- | ----- |
| Polen    | 2     | 13-3 | 3     |
| Ungarn   | 2     | 7-2  | 3     |
| Belgien  | 2     | 3-18 | 0     |

| Dato  | Kamp             | Res. | Perioder      |
| ----- | ---------------- | ---- | ------------- |
| 27.1. | Tyskland - Polen | 5-1  | 2-0, 2-1, 1-0 |

| Dato  | Kamp                | Res. | Perioder      |
| ----- | ------------------- | ---- | ------------- |
| 23.1. | Tyskland - Holland  | 5-0  | 0-0, 5-0, 0-0 |
| 23.1. | Rumænien - Letland  | 3-2  | 1-0, 2-0, 0-2 |
| 24.1. | Rumænien - Holland  | 6-0  | 2-0, 1-0, 3-0 |
| 24.1. | Tyskland - Letland  | 3-1  | 0-0, 1-0, 2-1 |
| 25.1. | Letland - Holland   | 7-0  | 2-0, 1-0, 4-0 |
| 25.1. | Tyskland - Rumænien | 3-0  | 2-0, 0-0, 1-0 |

| Gruppe B | Kampe | Mål  | Point |
| -------- | ----- | ---- | ----- |
| Tyskland | 3     | 11-1 | 6     |
| Rumænien | 3     | 9-5  | 4     |
| Letland  | 3     | 10-6 | 2     |
| Holland  | 3     | 0-18 | 0     |

## Mellemrunde
De otte bedste hold spillede om fire pladser i finalerunden. De to bedste hold fra hver gruppe a fire hold gik videre, mens de resterende fire hold måtte tage til takke med placeringskampe om 5.-8.pladsen.
| Dato  | Kamp                      | Res.     | Perioder           |
| ----- | ------------------------- | -------- | ------------------ |
| 22.1. | Tjekkoslovakiet - Italien | 5-1 efs. | 0-0, 1-0, 0-1, 4-0 |
| 22.1. | Canada - Sverige          | 5-2      | 3-0, 2-1, 0-1      |
| 23.1. | Tjekkoslovakiet - Sverige | 2-1 efs. | 1-0, 0-0, 0-1, 1-0 |
| 23.1. | Canada - Italien          | 9-0      | 3-0, 4-0, 2-0      |
| 24.1. | Sverige - Italien         | 1-1 (a)  | 0-1, 0-0, 1-0      |
| 24.1. | Canada - Tjekkoslovakiet  | 2-1      | 0-0, 1-0, 1-1      |

| Gruppe A        | Kampe | Mål  | Point |
| --------------- | ----- | ---- | ----- |
| Canada          | 3     | 16-3 | 6     |
| Tjekkoslovakiet | 3     | 8-4  | 4     |
| Sverige         | 3     | 4-8  | 1     |
| Italien         | 3     | 2-15 | 1     |

| Dato  | Kamp                      | Res.     | Perioder                    |
| ----- | ------------------------- | -------- | --------------------------- |
| 22.1. | Storbritannien - Frankrig | 1-0      | 1-0, 0-0, 0-0               |
| 22.1. | Schweiz - Østrig          | 1-1 efs. | 0-1, 0-0, 1-0 0-0, 0-0, 0-0 |
| 23.1. | Storbritannien - Østrig   | 4-1      | 0-0, 2-1, 2-0               |
| 23.1. | Schweiz - Frankrig        | 5-1      | 3-0, 0-1, 2-0               |
| 24.1. | Østrig - Frankrig         | 4-1      | 2-0, 1-1, 1-0               |
| 24.1. | Schweiz - Storbritannien  | 1-0      | 1-0, 0-0, 0-0               |

| Gruppe B       | Kampe | Mål  | Point |
| -------------- | ----- | ---- | ----- |
| Schweiz        | 3     | 7-2  | 5     |
| Storbritannien | 3     | 5-2  | 4     |
| Østrig         | 3     | 6-6  | 3     |
| Frankrig       | 3     | 2-10 | 0     |

## Placeringsrunde (5.-8.pladsen)
| Dato                                             | Kamp               | Res.         | Perioder      |
| ------------------------------------------------ | ------------------ | ------------ | ------------- |
| Semifinaler                                      |                    |              |               |
| 26.1.                                            | Sverige - Frankrig | 2-1          | 0-1, 1-0, 1-0 |
| 26.1.                                            | Østrig - Italien   | 2-1          | 0-0, 2-1, 0-0 |
| Kamp om 7.pladsen                                |                    |              |               |
| 27.1.                                            | Italien - Frankrig | Ikke spillet | Ikke spillet  |
| Begge hold stillede ikke op pga. talrige skader. |                    |              |               |
| Kamp om 5.pladsen                                |                    |              |               |
| 27.1.                                            | Sverige - Østrig   | 3-1          | 2-1, 0-0, 1-0 |

## Finalerunde
Resultaterne fra indbyrdes kampe mellem hold fra samme mellemrundegruppe blev overført til finalerunden.
| Dato  | Kamp                             | Res.     | Perioder                    |
| ----- | -------------------------------- | -------- | --------------------------- |
| 26.1. | Canada - Storbritannien          | 6-0      | 2-0, 2-0, 2-0               |
| 26.1. | Schweiz - Tjekkoslovakiet        | 4-0      | 1-0, 0-0, 3-0               |
| 27.1. | Schweiz - Canada                 | 2-4      | 1-2, 1-1, 0-1               |
| 27.1. | Storbritannien - Tjekkoslovakiet | 2-1 efs. | 0-0, 0-1, 1-0 0-0, 0-0, 1-0 |

| Finalerunde     | Kampe | Mål  | Point |
| --------------- | ----- | ---- | ----- |
| Canada          | 3     | 12-3 | 6     |
| Schweiz         | 3     | 7-4  | 4     |
| Storbritannien  | 3     | 2-8  | 2     |
| Tjekkoslovakiet | 3     | 2-8  | 0     |

## Slutstilling
| VM 1935 | VM 1935         |
| ------- | --------------- |
| Guld    | Canada          |
| Sølv    | Schweiz         |
| Bronze  | Storbritannien  |
| 4.      | Tjekkoslovakiet |
| 5.      | Sverige         |
| 6.      | Østrig          |
| 7.      | Frankrig        |
|         | Italien         |
| 9.      | Tyskland        |
| 10.     | Polen           |
| 11.     | Rumænien        |
| 12.     | Ungarn          |
| 13.     | Letland         |
| 14.     | Belgien         |
| 15.     | Holland         |

| EM 1935 | EM 1935         |
| ------- | --------------- |
| Guld    | Schweiz         |
| Sølv    | Storbritannien  |
| Bronze  | Tjekkoslovakiet |
| 4.      | Sverige         |
| 5.      | Østrig          |
| 6.      | Frankrig        |
|         | Italien         |
| 8.      | Tyskland        |
| 9.      | Polen           |
| 10.     | Rumænien        |
| 11.     | Ungarn          |
| 12.     | Letland         |
| 13.     | Belgien         |
| 14.     | Holland         |